# Stanisław Huskowski (adwokat)
Stanisław Huskowski (ur. 25 kwietnia 1875 w Lublinie, zm. 18 września 1930) – polski prawnik i polityk, adwokat, w latach 1928–1930 senator II kadencji.

## Życiorys
Egzamin maturalny zdał w gimnazjum w Żytomierzu w 1895. Cztery lata później został absolwentem prawa na Uniwersytecie Kijowskim. Był działaczem nielegalnych grup socjalistycznych, za co w 1897 przez kilka miesięcy był więziony. Praktykował jako adwokat w Kijowie i następnie od 1920 w Łucku. Był członkiem zarządu Wołyńskiego Zarządu Demokratycznego. W latach 1928–1930 zasiadał w Senacie z ramienia Bezpartyjnego Bloku Współpracy z Rządem, został wybrany w województwie wołyńskim.
W 1922 należał do założycieli Unii Narodowo-Państwowej.
Mąż Wandy z domu Gorszka. Ojciec Stanisława i Tadeusza, dziadek Stanisława. Pośmiertnie w 1933 nadano mu Medal Niepodległości.